# 蒂巴吉
蒂巴吉是巴西巴拉那州的一个市镇。总面积3108.746平方公里，总人口19345人，人口密度6.2人/平方公里。